# Prime-time
Prime-time (ang. prime „główny, pierwszorzędny”, time „czas”) – termin z dziedziny mediów określający porę dnia cechującą się największą liczbą odbiorców. W języku polskim znany także jako najlepszy czas antenowy. Określenie używane jest w kontekście radia i telewizji. Typowo, prime-time wyznaczany jest na podstawie analizy godzinowej liczby odbiorców i zazwyczaj jest to okres od 17:00 do 22:00 czasu lokalnego, gdyż wtedy sygnał radia/telewizji może trafić do największej liczby odbiorców.
W tym okresie czasu stacje telewizyjne i radiowe transmitują nowe odcinki popularnych programów, filmy, audycje i inne treści uznane za najbardziej interesujące dla widzów. Ze względu na większą liczbę potencjalnych odbiorców, prime-time jest atrakcyjną porą dla reklamodawców, co prowadzi do podwyższania przez nadawców cen wykupowania przestrzeni reklamowej na antenach w tym okresie.